# 金子ハルオ
金子ハルオ（かねこ はるお、1929年2月3日 - ）は、日本の経済学者、東京都立大学 (1949-2011)・大妻女子大学名誉教授。門下に五十嵐仁がいる

## 来歴
茨城県新治郡千代田村（現かすみがうら市）出身。1953年東京大学経済学部卒。1959年同大学院社会科学研究科理論経済学博士課程満期退学。1959年東京都立大学法経学部助手、1961年講師、1962年助教授、1970年経済学部教授、1975年-1979年・1981年-1985年経済学部長。1992年定年退官、大妻女子大学社会情報学部教授、学部長、2000年同名誉教授。
1969年「生産的労働と国民所得」で東大経済学博士。1978年-1984年日本学術会議会員。

## 著書

### 単著
- 『賃金のしくみ』青木書店 青木新書 1964
- 『生産的労働と国民所得』日本評論社 1966
- 『経済学 上 (資本主義の基本的理論)』新日本出版社 新日本新書 1967
- 『経済学 下 (帝国主義の理論)』新日本新書 1967
- 『資本論の学習』新日本新書 1971
- 『講座マルクス主義研究入門 第3巻』青木書店 1974
- 『サービス論研究』創風社 1998

### 共編著
- 『講座現代賃金論』全3巻　高橋洸,高木督夫共編 青木書店 1968
- 『暮しの経済教室』編　新日本選書　1972
- 『マルクス経済学を学ぶ』横山正彦共編 有斐閣選書 1975
- 『資本主義の原理と歴史』編著 青木書店 青木教養選書 1979

## 参考
- 金子ハルオ先生履歴・著作目録 (金子ハルオ先生退職記念論文集-上-)  経済と経済学 1992-02